# Dietzenrode-Vatterode
Dietzenrode-Vatterode é um município da Alemanha localizado no distrito de Eichsfeld, estado da Turíngia.  Pertence ao Verwaltungsgemeinschaft de Uder.

## Demografia
Evolução da população (em 31 de dezembro):
| - 1994 - 136 - 1995 - 147 - 1996 - 147 - 1997 - 147 | - 1998 - 145 - 1999 - 146 - 2000 - 146 - 2001 - 144 | - 2002 - 148 - 2003 - 152 - 2004 - 148 |

Fonte: Datenquelle - Thüringer Landesamt für Statistik